# Козухум
Козухум — упразднённая деревня в Тулунском районе Иркутской области России. Входила в состав Икейского муниципального образования. Исключена из учётных данных в 2025 году.

## География
Находится примерно в 65 км к юго-западу от районного центра — города Тулун. Встречалось также написание Козухом.

## История
Деревня основана в 1903 году как переселенческий участок на 130 домохозяйств под названием Кузухомой. К 1906 году заселение еще не началось.  
В 1910 году в деревне уже были жители.

## Население
| 2002 | 2010 | 2011 | 2012 |
| ---- | ---- | ---- | ---- |
| 7    | ↘0   | →0   | →0   |